# Gelazy (Michajłow)
Gelazy, imię świeckie Georgi Kostow Michajłow (ur. 1 maja 1933 w Warnie, zm. 10 marca 2004 w Sofii) – bułgarski biskup prawosławny.

## Życiorys
Ukończył seminarium duchowne w Sofii (1953) oraz Akademię Duchowną w tym samym mieście w 1957. 13 kwietnia 1957 w Monasterze Rylskim złożył wieczyste śluby mnisze przed biskupem stobijskim Warłaamem. 24 kwietnia tego samego roku został wyświęcony na hierodiakona, zaś 22 marca 1959 – na hieromnicha. Służył w Monasterze Rilskim. W 1961 otrzymał godność archimandryty.
W listopadzie 1961 został wychowawcą w Akademii Duchownej w Sofii. W roku następnym wyjechał na dalsze studia teologiczne do Moskwy i w 1964 obronił na Moskiewskiej Akademii Duchownej dysertację kandydacką poświęconą elementom teologii pastoralnej w dziełach metropolitów moskiewskich Platona i Filareta oraz biskupów Ignacego i Teofana Pustelnika. Po powrocie do Bułgarii ponownie podjął pracę w seminarium w Sofii. Od 1968 służył w metropolii wielkotyrnowskiej.
Od 1968 do 1977 był przełożonym Monasteru Trojańskiego, zaś od 1977 do 1982 – Monasteru Rylskiego.
7 maja 1978 przyjął chirotonię na biskupa krupnickiego, wikariusza metropolii sofijskiej. W 1982 został głównym sekretarzem Świętego Synodu Bułgarskiego Kościoła Prawosławnego, przez pewien czas był także proboszczem parafii przy soborze św. Aleksandra Newskiego w Sofii. W 1987 objął katedrę nowojorską i sprawował urząd do likwidacji eparchii dwa lata później. Po powrocie do Bułgarii ponownie został sekretarzem Świętego Synodu, początkowo z tytułem biskupa markianopolskiego, a następnie byłego metropolity nowojorskiego. Od 1992 do 1994 był administratorem metropolii dorostolsko-czerweńskiej z powodu podeszłego wieku metropolity dorostolskiego Sofroniusza. W konflikcie między patriarchą Bułgarii Maksymem a metropolitą newrokopskim Pimenem, w rezultacie którego powstał Bułgarski Kościół Prawosławny (Synod alternatywny), poparł patriarchę.
Do 2002 pozostawał sekretarzem Synodu, następnie przez dwa lata był przewodniczącym synodalnego oddziału ds. nabożeństw. Zmarł w 2004 i został pochowany na terenie Monasteru Rylskiego.